# Łuszczyk indygowy
Łuszczyk indygowy, łuszczak indygo (Passerina cyanea) – gatunek małego ptaka z rodziny kardynałów (Cardinalidae), wcześniej zaliczany do łuszczaków (Fringillidae) lub trznadlowatych (Emberizidae). Jest to gatunek monotypowy.

## Występowanie
Łuszczyk indygowy żyje w południowej Kanadzie, we wschodniej, środkowej i południowo-zachodniej części USA. Zimuje w Ameryce Centralnej (od środkowego Meksyku do środkowej Panamy) oraz na Karaibach. Ptak ten zamieszkuje skraje lasów oraz zadrzewienia śródpolne.
Komisja Faunistyczna Sekcji Ornitologicznej Polskiego Towarzystwa Zoologicznego wymienia go na liście gatunków stwierdzonych w Polsce, lecz nie zaliczonych do awifauny krajowej (kategoria D w klasyfikacji AERC – pochodzenie niepewne).

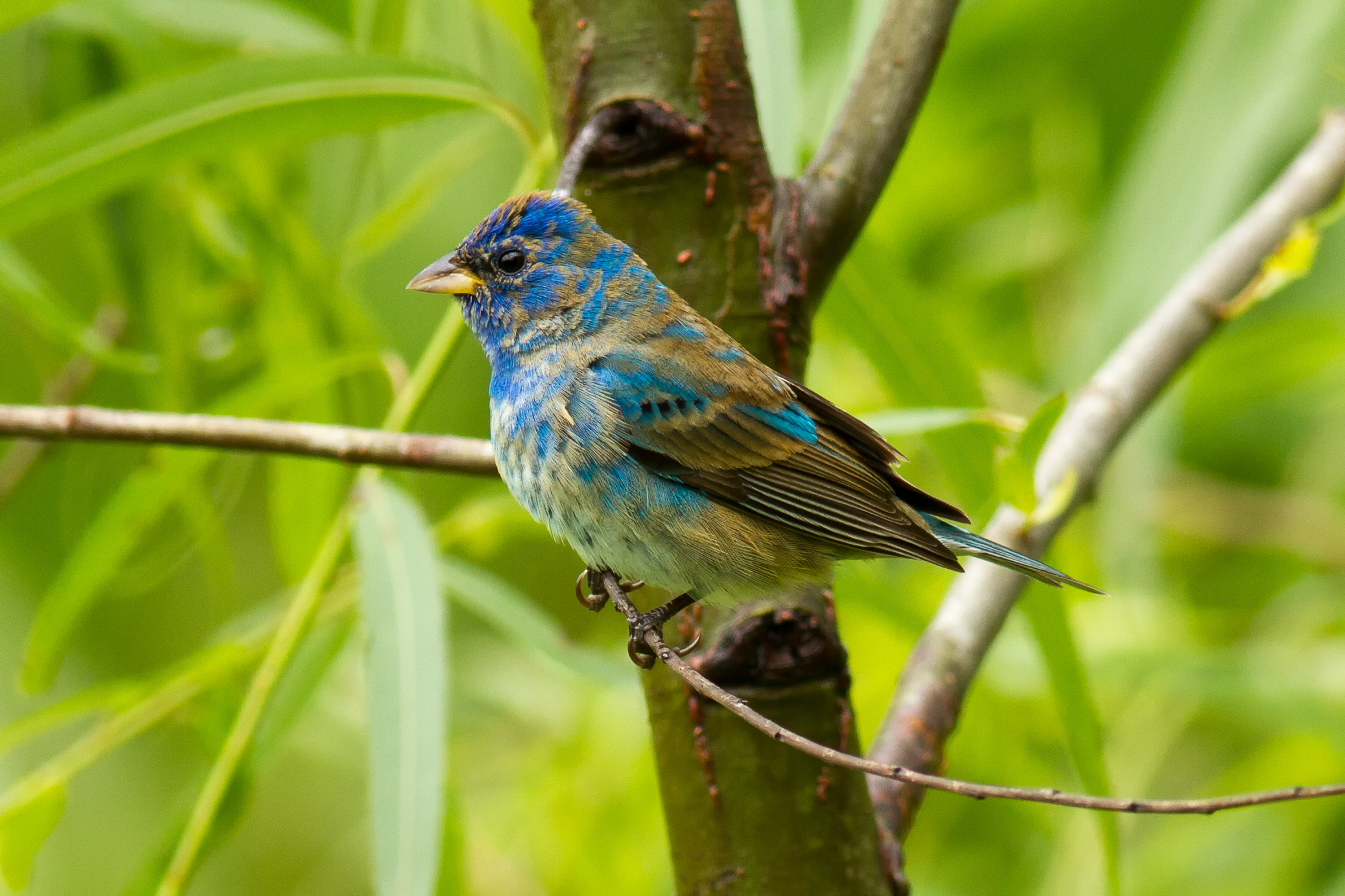
Młodociany samiec

## Morfologia
Długość ciała: 14–15 cm, masa ciała: 12,5–17,5 g (samiec), 11,9–18,5 g (samica).

## Pokarm
Łuszczyk indygowy odżywia się owadami, nasionami i owocami, w tym jagodami.

## Status
IUCN uznaje łuszczyka indygowego za gatunek najmniejszej troski (LC, Least Concern) nieprzerwanie od 1988 roku. Organizacja Partners in Flight szacuje liczebność populacji lęgowej na około 78 milionów osobników. Trend liczebności populacji oceniany jest jako spadkowy.